# 21 Reasons
21 Reasons is een nummer van de Britse dj Nathan Dawe uit 2022, ingezongen door de Britse zangeres Ella Henderson. Het is de vierde single van If Heaven Had a Phone Line, de debuut-EP van Dawe.
Het nummer bevat een sample uit de houseplaat Calabria van Rune RK, die ook gesampled werd in Destination Calabria van Alex Gaudino en Crystal Waters. Nathan Dawe was naar eigen zeggen groot van fan "Calabria" en draaide het in iedere set die hij vanaf zijn 15e deed. Hij wilde altijd al iets met het nummer doen in zijn eigen muziek. "21 Reasons" leverde Dawe een grote hit op in zijn thuisland het Verenigd Koninkrijk, waar het de 9e positie behaalde. In de Nederlandse Top 40 was het succes iets bescheidener met een 25e positie.

## Tracklijst
Digitale single
1. "21 Reasons" (featuring Ella Henderson) – 2:35

Digitale akoestische single
1. "21 Reasons" (akoestisch; featuring Ella Henderson) – 2:47
2. "21 Reasons" (featuring Ella Henderson) – 2:35

Digitale single – Toyboy & Robin Remix
1. "21 Reasons" (featuring Ella Henderson; Toyboy & Robin Remix) – 3:05
2. "21 Reasons" (featuring Ella Henderson) – 2:35

Digitale single – Lusso Remix
1. "21 Reasons" (featuring Ella Henderson; Lusso Remix) – 2:42
2. "21 Reasons" (featuring Ella Henderson) – 2:35

Digitale single – Billen Ted Remix
1. "21 Reasons" (featuring Ella Henderson; Billen Ted Remix) – 2:26
2. "21 Reasons" (featuring Ella Henderson) – 2:35

Digitale single – Alle Farben Remix
1. "21 Reasons" (featuring Ella Henderson; Alle Farben Remix) – 2:54
2. "21 Reasons" (featuring Ella Henderson) – 2:35